# Martin Damß
Martin Damß  (* 25. Juni 1910 in Danzig; † 29. Oktober 1962 in Bonn) war ein deutscher Autor.
Damß ging in Danzig zur Schule, legte dort die Mittlere Reife ab und absolvierte eine kaufmännische Lehre. Nach Tätigkeiten im Hafen und auf Baustellen wurde er Berichterstatter für verschiedene Zeitungen. Danach arbeitete er als Sprecher beim Danziger Rundfunk. In dieser Zeit entstanden eine Reihe von poetischen Erzählungen und Gedichte.
Nach dem Zweiten Weltkrieg lebte Damß zunächst in Schleswig-Holstein, dann in Nordrhein-Westfalen. Seine Tätigkeit als Rundfunksprecher nahm er zuerst beim Nordwestdeutschen Rundfunk auf, danach wechselte er zum Süddeutschen Rundfunk.

## Werke
- 1935 einzelne Teile seiner Lyrik erscheinen in “Das junge Danzig”
- 1939 Gedichtband “An dem großen Strom”
- Weitere Gedichte sind als Einzelwerke in Zeitschriften und Zeitungen erschienen